# Une vie (film, 1958)
Pour les articles homonymes, voir Une vie.
Pour plus de détails, voir Fiche technique et Distribution.
Une vie est un film français réalisé par Alexandre Astruc, sorti en 1958, adapté du roman Une vie de Guy de Maupassant.
Le film a été tourné en grande partie près de Cherbourg, dans les paysages de la Hague.

## Synopsis
Jeanne Dandieu, après une enfance heureuse près de ses parents, a épousé le beau Julien de Lamare. Ce dernier, cynique et brutal, ayant fait un mariage d'argent, étouffe vite sous la passion exclusive de son épouse. Il la trompe ouvertement, sous son toit, avec Rosalie, la servante qui se retrouve enceinte. Jeanne pardonne. Elle-même a un fils Paul. L'arrivée de la belle et sensuelle Gilberte de Fourcheville précipitera le drame. Ayant surpris son épouse avec Julien, Fourcheville poussera dans le vide la carriole dans laquelle les deux amants abritaient leurs amours. Près de Rosalie, Jeanne brisée, vouera sa vie à son fils.

## Fiche technique
- Réalisation : Alexandre Astruc
- Scénario : Alexandre Astruc, Roland Landenbach, d'après le roman de Guy de Maupassant
- Dialogues : Roland Laudenbach
- Assistants réalisateur : Paul Seban, Claude Clément
- Décors : Paul Bertrand
- Costumes : Lucilla, Antoine Mayo, Jean Zay
- Photographie : Claude Renoir
- Cadreur : Andréas Winding, Jean-Marie Maillols
- Musique : Roman Vlad
- Montage : Claudine Bouché, assistée de Nadine Marquand
- Son : Antoine Archimbaud
- Maquillage : Monique Archimbault
- Coiffures : Alex Archimbault
- Photographe de plateau : André-Jacques Manson
- Scripte : Odette Lemarchand
- Production : Agnès Delahaie
- Société de production : Agnès Delahaie Productions
- Directeur de production : Louis Wipf
- Régisseur : Lucien Lippens
- Tournage du 28 août au 17 décembre 1957
- Distribution : Corona
- Pays :  France
- Format : pellicule 35 mm, couleur par Eastmancolor
- Genre : Drame
- Durée : 86 minutes
- Date de sortie : 
  - France - 24 septembre 1958

## Distribution
- Maria Schell : Jeanne Dandieu
- Christian Marquand : Julien de Lamare
- Antonella Lualdi : Gilberte de Fourcheville
- Ivan Desny : Monsieur de Fourcheville
- Pascale Petit : Rosalie
- Louis Arbessier : Monsieur Dandieu
- Marie-Hélène Dasté : Mme Dandieu
- Gérard Darrieu : un pêcheur
- Andrée Tainsy : Ludivine
- Michel de Slubicki : Paul de Lamare
- Alexandre Astruc

## Autour du film
Le film a été tourné dans:
- les Côtes-d'Armor, baie de Saint-Brieuc et Binic
- la Manche, à Jobourg
- la Seine-Maritime, à Lillebonne
- du Val-de-Marne, Studios Pathé-Natan à Joinville-le-Pont